# 康非
康非（1957年8月—），北京海淀人。男，汉族。中国人民解放军海军中将。
曾在中国人民解放军海军508护卫舰任副政委，某导弹驱逐舰任政委，海军东海舰队驱逐舰第三支队政治委员等职。2008年，任海军大连舰艇学院政委。2010年7月晋升为海军少将军衔。2012年4月，任海军后勤部政委。2015年3月，任海军政治部副主任。2015年7月，任济南军区副政委兼海军北海舰队政委。2016年，任北部战区副政委兼战区海军政委。
2016年7月，晋升中国人民解放军中将军衔。